# Herb Rogoźna
Herb Rogoźna – jeden z symboli miasta Rogoźno i gminy Rogoźno w postaci herbu.

## Wygląd i symbolika
Herb przedstawia w polu czerwonym pod koroną złotą z pięcioma widocznymi kwiatonami z prawej połuorła srebrnego z orężem złotym, z lewej klucz srebrny zębem w lewo. 

## Historia
Miasto Rogoźno lokowane zostało w drugiej połowie XIII wieku, zaś od XIV wieku znane są odciski jego pieczęci miejskich. Od początku głównym godłem miejskim był klucz towarzyszący połuorłowi, pierwotnie klucz znajdował się z prawej, następnie przeszedł na mniej zaszczytną lewą stronę. Począwszy od XVII wieku, kompozycję wzbogaciła otwarta korona, umieszczana ponad dotychczasowym godłem.
Po uzyskaniu pozytywnej opinii Komisji Heraldycznej przy MSWiA rada miasta przyjęłą nową stylizację herbu uchwałą nr XIV/114/2019 z 28 sierpnia 2019 roku. Prace nad nowym herbem prowadzili Robert Fidura i Kamil Wójcikowski, który stworzył nowe opracowanie graficzne